# Igor Rasteriaev
Igor Viatcheslavovitch Rasteriaev (en russe : Игорь Вячеславович Растеряев) est un chanteur et musicien russe, né à Léningrad dans une famille de peintres.
Il est diplômé de l'Académie des arts du théâtre de Saint-Pétersbourg.
Il devient connu du public russe en 2010, avec une chanson sur les conducteurs de moissonneuses-batteuses. La popularité de Rasteriaev augmente rapidement avec la mise en ligne de plusieurs de ses morceaux accompagnés à l'accordéon, en particulier La Route russe et Rakovka, du nom du village où il vit. Outre le côté purement musical, et à une époque où l'accordéon est beaucoup plus à la mode qu'avant y compris chez les jeunes, Rasteriaev touche le public russe par le côté champêtre de ses textes.
Rasteriaev travaille à Saint-Pétersbourg au théâtre Bouffe Avant de se faire connaître comme musicien, il avait déjà joué dans plusieurs films.
Un premier album est sorti en février 2011, présenté lors d'un concert à Moscou le 5 février.

## Discographie
- 2011 : « Русская дорога » (La Route russe)
- 2012 : « Звонарь » (Le Sonneur de cloches)
- 2013 : « Песни дяди Васи Мохова » (Les chansons de l'oncle Basile Mokhov)